# Consuelo Montañés Soriano
Consuelo Montañés Soriano (Tarragona, 1 de septiembre de 1844 - Buenos Aires, 1920) fue una cantante española de zarzuela y ópera. 

## Biografía
Nació en Tarragona el 1 de septiembre de 1844, hija del tenor cómico Joaquín Montañés (natural de Zaragoza) y la tiple y actriz característica María Soriano (nacida en Salamanca). Era hermana de la también soprano Adelaida Montañés. En septiembre de 1865 formaba parte de la compañía que actuaba en el Teatro de la Zarzuela, que no tuvo una buena campaña teatral hasta que representó la zarzuela El capitán negrero.  En esa década también está documentada su presencia en el Teatro del Circo de Madrid, donde estrenó De Salamanca a Madrid (1865), en el Teatro Principal de Málaga, donde dio a conocer Por un capricho (1867) e integrando una compañía de zarzuela bufa que actuaba en Valencia (1868).
En 1876 fue contratada de nuevo como soprano por la empresa del Teatro de la Zarzuela.  Acabó formando parte de la compañía del compositor y director de orquesta Guillermo Cereceda, con quien contrajo matrimonio. El año 1882 dicha compañía representó la obra Gracia en San Gervasio en una función a beneficio de Montañés en el Teatro Tívoli de Barcelona. 
En 1882 participó en el estreno de la adaptación castellana de la opereta La Mascota de Edmond Audran, en el Teatro del Circo de Madrid interpretando el papel protagonista.  El 27 de junio de 1889 encarnó el rol titular de la ópera Carmen de Georges Bizet en su estreno en el Teatro de Eslava de Sevilla;  también interpretó esta obra en el Teatro Tívoli de Barcelona.  A comienzos del siglo XX formaba parte de la compañía del Teatro Eldorado de Barcelona, procedente del  Teatro Apolo de Madrid. Junto con la soprano Sofía Romero y otros intérpretes estrenó en Barcelona, entre otros títulos, la zarzuela El barquillero. 